# Маркачёва, Зоя Николаевна
Зоя Николаевна Маркачёва (Мамонова; род. 27 февраля 1945) — советская российская шашистка. Участница двух финалов VI чемпионатов СССР по русским шашкам среди женщин, заняв 4 место (1962 год) и 13-15 место (в 1965 году). В 1974 году выиграла первый заочный чемпионат РСФСР по русским шашкам среди женщин.

## Из автобиографии
«Я случайно в шашки попала… Училась в кемеровской школе № 19. Занималась лёгкой атлетикой. Приходим как-то с подружками на тренировку, а у нашего физрука ЧП — оказывается в этот день какое-то соревнование по шашкам, а он никого не собрал. Делать нечего — усадил всех своих бегунов отстаивать честь школы в интеллектуальном противоборстве. Мальчишек не хватало, и мне досталась мужская доска. И я всех обыграла!»

## Из отзывов
в 1966 году в журнале «Шашки» мастер Игорь Качеров об итогах финала IX Чемпионата СССР по русским шашкам среди женщин в Кишинёве писал: «Зоя Маркачёва явилась приятным „открытием“ первенства. Живя в далёком Кемерово, вдали от опытных мастеров и тренеров, она на старте показала очень содержательную и острую игру, хорошее понимание позиций и комбинационных ситуаций. Однако четыре поражения подряд (результат недомогания и усталости) отбросили её назад. Учитывая это, а также и недостаток турнирного опыта, можно полагать, что шеренга сильнейших шашисток страны обогатилась ещё одной талантливой спортсменкой»

## Семья
В 1965 году вышла замуж за Владимира Маркачёва. В 1966 году родилась дочь Светлана.